# Соціально-педагогічна робота
Соціально-педагогічна робота — різновид соціально-педагогічної діяльності, який здійснюється у певній соціальній інституції та який спрямований на точно визначений об'єкт впливу; засіб реалізації соціальної політики, як соціальний локатор, який визначає наслідки соціальної політики, і як діяльність із надання різного роду захисту, допомоги та підтримки людині, сім'ї чи спільноті у складних життєвих ситуаціях.

## Основні поняття
- Соціальна робота — як наука про закономірності та принципи функціонування й розвитку конкретних соціальних процесів, явищ, відносин, їх динаміку під цілеспрямованим впливом організаційних, психолого-педагогічних та управлінських чинників у захисті громадянських прав і свобод особи в суспільстві. Основними поняттями соціальної роботи є соціальний захист, соціальна політика, соціальна допомога, соціальне обслуговування, соціальні послуги, соціальний патронаж, соціальна профілактика, соціальна реабілітація, соціальний супровід.

Соціально-педагогічна робота поєднує в собі кілька аспектів, котрі характеризують її як єдність таких складників:
- надання допомоги окремій людині чи групі людей, які опинилися в складній життєвій ситуації, шляхом підтримки, консультування, реабілітації, патронажу та інших видів соціальних і психолого-педагогічних послуг;
- актуалізація потенціалу самодопомоги осіб, які опинилися в скрутній ситуації;
- цілеспрямований вплив на формування і реалізацію соціальної політики на всіх рівнях — від загальнодержавних до місцевих — з метою забезпечення соціально здорового середовища життєпобуту та життєдіяльності людини, створення системи підтримки людей, які опинилися у складній життєвій ситуації.

Перші два рівні представляють мікрорівень, третій — макрорівень соціально-педагогічної роботи.

## Сфери соціально-педагогічної роботи

### Неповні сім'ї
Терміном «неповні» позначають категорії сімей, в яких дитина до 16 років проживає з одним із батьків, який несе за неї повну відповідальність. У більшості неповних сімей батьківські функції виконує мати. Питома вага власне «батьківських» сімей незначна — усього близько 1 %. Основні причини формування неповної сім'ї — позашлюбне народження дитини, розлучення батьків, смерть когось із них, а також економічний фактор (свідома відмова чоловіків від шлюбу та сім'ї, яку неспроможні утримувати). Дитина завжди глибоко страждає, якщо валиться сімейне вогнище. Поділ родини чи розлучення, навіть коли усе відбувається найвищою мірою чемно і поштиво, незмінно викликає в дітей психічний надлам і сильні переживання.
Неповні сім'ї — це кризова категорія населення, яка сприймається оточенням як нормальне явище і, тому є незахищеною перед реальністю життя. Соціально-педагогічна робота у формі тренінгів, лекцій, диспутів, ігор покликана озброїти батьків і дітей з неповних сімей необхідними їм знаннями і навичками, щоб повноцінно реалізувати себе як особистість, а отже і успішно соціалізуватися.
Цю проблему досліджують ряд науковців: Максимович О. М., Постовий В. Г. розглядають неповну сім'ю як особливий світ, де існують своєрідні особливості формування індивіда; Гурко Т. А. працює над розробкою спеціальної програми соціальної роботи з даною категорією; Єршова Н. М. досліджує специфіку виховання дітей у середовищі неповної сім'ї; Фігдор Г., Мещерякова З. Ю., Боровікова Н. В., Федоренко З. А., Шмурак С. Ю., Брутман В. І., Радіонова М. С. виділили причини утворення і формування названої кризової категорії. Таким чином зростання соціально-педагогічної актуальності порушеної проблеми, її недостатнє вивчення, а також потреби практики зумовили вибір теми дослідження: «Соціально-педагогічна робота з неповними сім'ями».
Згідно з теоретичними обґрунтуваннями, довготривалий тренінг найбільш повно і широко обґрунтована форма роботи з неповними сім'ями, яка передбачає реалізацію основного змісту соціально-педагогічної роботи з неповними сім'ями:
- формування позитивного мислення;
- профілактика помилок у родинному вихованні;
- просвітництво з прав сім'ї та дітей;
- корекція стосунків сім'ї та її членів з мікросередовищем;
- допомога в навчанні та працевлаштуванні.

Соціальна робота з неповними сім'ями повинна полягати у психологічній і педагогічній допомозі, адже часто проблемою стає те, про що батьки і не здогадуються. Тому, перевірена на практиці тренінгова і ігрова робота — це найоптимальніший шлях соціально-педагогічної допомоги неповним сім'ям, адже вона створює оптимальні умови для самовиявлення і психологічного комфорту батьків неповних сімей, і максимально глибоко намагається розкрити потенціал дітей. За допомогою саме такої групової та індивідуальної роботи найбільш повно виявляються і корегуються всі проблеми та недоліки.

### Соціально-педагогічна робота з інвалідами
Комплексна соціально-педагогічна робота проводиться на різних рівнях: державними органами соціального захисту, Регіональними центрами реабілітації, соціальними службами, громадськими організаціями, спеціалізованими заклади освіти та культури. Діти-інваліди шкільного віку мають можливість у медико-соціальних установах вивчати академічні дисципліни і здійснювати підготовку до трудового життя.
Зміст роботи визначається диференційовано, у залежності від дефекту та соціальної установи. Вона може бути така: сприяння отриманню освіти, працевлаштування, вирішення житлової проблеми, оздоровлення, організація відпочинку, установлення квоти для прийому на роботу, проведення пільгової політики, стимулювання роботодавців у створенні робочих місць, створення умов для праці, взаємодія із сім'ями, які мають на утриманні інваліда.
Результатом роботи з інвалідами є досягнення виконання ними соціальних функцій, властивих здоровим людям. Під ними розуміють трудову діяльність, навчання, самостійне пересування, обслуговування, уміння застосовувати в побуті гроші, робити закупки, готувати їжу, користуватися телефоном та ін.

### Діти-сироти та діти, позбавлені батьківського піклування
В Україні таку роботу проводять установи освіти, охорони здоров'я, соціального захисту, органи внутрішніх справ, служба у справах дітей, благодійні організації та фонди.
Систему закладів утворюють: будинки малятка, дитячі будинки, загальноосвітні школи-інтернати, спеціалізовані дитячі будинки, дитячі будинки сімейного типу, притулки для дітей.
Основні проблеми дітей-сиріт — слабке здоров'я, незахищеність, вразливість, підвищена тривожність, почуття неповноцінності.
Означені проблеми визначають форми та методи соціально-педагогічної роботи: розміщення дітей-сиріт у відповідні заклади, догляд, виховання, лікування, організація навчання, дозвілля, корекція, реабілітація, усиновлення, патронаж, залучення до роботи волонтерів, громадських організацій, релігійних громад.
Служба у справах дітей:
- захищає законні права та інтереси дітей;
- запобігає дитячій бездоглядності та безпритульності;
- надає тимчасовий притулок безпритульним дітям;
- захищає дітей від жорстокого поводження та насильства;

Служба у справах дітей (а в разі коли дитина виявлена на території села, селища — виконавчий орган сільської, селищної ради) разом з працівниками органів внутрішніх справ та охорони здоров'я протягом доби після надходження повідомлення про дитину, яка залишилась без батьківського піклування, здійснюють обстеження умов її перебування, стану здоров'я та з'ясовують обставини за яких дитина залишилась без батьківського піклування.
Служба у справах дітей за місцем виявлення дитини та кримінальна міліція у справах дітей органів внутрішніх справ здійснює тимчасове влаштування дитини, яка залишилась без батьківського піклування
Дитина тимчасово може влаштована у:
- притулок для дітей служби у справах дітей (заклад соціального захисту, створений для тимчасового перебування у ньому дітей віком від 3 до 18 років.)
- центр соц.-психол. реабілітації дітей (віком від 7 до 35 років, з метою відновлення та підтримки їх фізичного та психічного стану, адаптації та інтеграції у суспільство)
- соц.-реабілітаційний центр (дитяче містечко) (заклад соціального захисту для проживання дітей-сиріт та дітей, позбавлених батьківського піклування, дітей, які опинились у складних життєвих обставинах, безпритульних дітей віком від 3 до 18 років, надання їм комплексної соціальної, психологічної, педагогічної, медичної, правової та інших видів допомоги і подальшого влаштування дітей.)
- Заклад для дітей-сиріт і дітей позбавлених батьківського піклування
- сім'ї громадян

### ВІЛ-позитивні діти та їх сім'ї
«Епідемія ВІЛ-інфекції — це епідемія трьох лих: ВІЛ-інфекції, стигми та дискримінації» — вдала цитата про сучасний стан проблематики життя ВІЛ-позитивних дітей та їх сімей. Права ВІЛ-позитивних людей непорушні, а порушення цих прав карається Законом — така теза повинна закріпитися у думці кожного громадянина України, незалежно від раси, кольору шкіри, статі, мови, релігії, політичних або інших переконань, національного, етнічного або соціального походження, майнового стану, стану здоров'я. А діти — найбільш беззахисна верства населення. Дитина, яка живе з ВІЛ, потребує ще більшої уваги та піклування, оскільки часто має серйозні розлади здоров'я та проблеми, що їх супроводжують. Таким чином, ВІЛ-позитивна дитина потребує більше захисту й піклування, ніж здорова дитина.
Психологічні проблеми, типові для близьких ВІЛ-позитивної дитини:
- страх стигматизації, смерті себе та дитини
- страх за майбутнє дитини
- страх фінансової неспроможності лікувати і доглядати дитину
- недовіра до персоналу, який здійснює допомогу дитині
- відсутність людей (близького оточення), з яким можна ділитися та обговорювати свої проблеми

Проблеми, з якими стикається людина з ВІЛ:
- втрата життєвих перспектив
- втрата можливостей в майбутньому
- втрата бажання зробити ті речі, які планувались до розкриття статусу
- втрата можливості поводитися так, як до цього

Соціально-педагогічна робота з ВІЛ-позитивними дітьми та сім'ями включає:
- ведення випадку в соціальному супроводі (в мультидисциплінарній команді фахівців)
- забезпечення комплексу заходів для того, щоб усі етапи процесу розкриття статусу ВІЛ-позитивній дитині в родині пройшли ефективно та корисно
- постійна психологічна підтримка, надання інформації про здоров'я, а також мотивації дітей взяти на себе відповідальність за своє здоров'я
- надання соціально-психологічних консультацій сім'ям, які виховують ВІЛ-позитивну дитину
- сімейне консультування, інформування
- проведення тренінгів серед дітей та батьків
- проведення навчання, надання ВІЛ-позитивним дітям соціальних послуг
- здійснення дозвілля, організація клубів за інтересами
- організація і ведення груп взаємодопомоги
- співпраця з закладами охорони здоров'я, навчальними закладами.
- надання інформаційних, консультативних, соціально-педагогічних, соціально-економічних послуг.

Центр для ВІЛ-позитивних дітей та молодіві дповідно до покладених на нього завдань:
- надає ВІЛ-інфікованим дітям та молоді різні види соціальних послуг (соціально-побутові, психологічні, соціально-педагогічні, соціально-медичні, юридичні та інформаційні);
- здійснює лікувально-оздоровчі заходи, подає в разі потреби першу невідкладну допомогу;
- організовує клуби за інтересами, проводить конкурси;
- залучає батьків або осіб, що їх замінюють, до співпраці, дає їм методичні поради;
- організовує роботу груп взаємодопомоги для ВІЛ-інфікованих дітей та молоді, а також батьків або осіб, що їх замінюють;
- забезпечує харчування дітей та молоді, що в ньому перебувають, відповідно до установлених норм;
- співпрацює із закладами охорони здоров'я, навчальними закладами та іншими організаціями, які надають допомогу ВІЛ-інфікованим дітям та молоді;
- направляє у разі потреби осіб, що звернулися до центру, до закладів та установ, які можуть забезпечити задоволення їх потреб.

Організації, які працюють з даною категорією клієнтів:
- Київський міський лівобережний (правобережний) центр для ВІЛ-інфікованих дітей та молоді
- Державна установа «Український центр профілактики і боротьби зі СНІДом Міністерства охорони здоров'я України»
- Громадська організація «Детство без СПИДа»
- Громадська організація «Лига социальных работников города Киева»
- Київське відділення «Всеукраинская сеть ЛЖВ»
- ВБФ «Коаліція ВІЛ-сервісних організацій»
- «Національна лінія телефону довіри з проблем ВІЛ/СНІД»
- «Всеукраинская сеть людей, живущих с ВИЧ/СПИД»

### Особи, залучені до комерційного сексу
Основні проблеми даної групи клієнтів:
- недостатність матеріального забезпечення: заборгованість, утримання дітей або родичів, отримання якісних медичних, юридичних послуг
- проблеми з поліцією
- проблеми у відносинах з близькими, родичами
- проблеми у відносинах з чоловіками
- наркотична, алкогольна залежність
- великий ризик інфікування ІПСШ (інфекції, що передаються статевим шляхом)
- насильство: психологічне, сексуальне.
- жорстоке поводження та приниження гідності
- проблеми, викликані специфікою роботи: конфлікти з «колегами», клієнтами, роботодавцями тощо.

Основні завдання соціально-педагогічної роботи з даною групою клієнтів:
- низькопорогові та високопорогові форми надання послуг: аутріч-робота, дистрибутивні послуги, надання медичних та юридичних послуг тощо;
- кризова інтервенція: консультування, медичні та юридичні послуги;
- підготовка і проведення цільових програм, заходів для СІН з числа ЖСБ, що включають підходи щодо зниження шкоди (наприклад, інформаційні кампанії і програми обміну шприців);
- Створення умов, що сприяють об'єднанню ЖСБ (жінки секс-бізнесу) в ініціативні групи НУО(неурядова організація) і налагодження їх взаємодії з правозахисними громадськими організаціями;
- Інформаційні послуги: надання інформації, яка спрямована на розвінчання «вигідності» надання секс-послуг клієнтам, доплачують за всі види незахищеного сексу; знайомлення з випадками жорстокого поводження клієнтів, як наслідками ігнорування ЖСБ правил самозбереження; ознайомлення з переліком послуг, які надають ВІЛ-сервісні НУО;
- Залучення до програм: формування навичок щодо попередження насильства на робочому місці, зниження ризику насильства по відношенню до ЖСБ, відмови від роботи з клієнтами, що знаходяться в стадії сильного сп'яніння, психічно неврівноваженими, з очевидними зовнішніми ознаками ІПСШ.

Організації, що здійснюють соціально-педагогічну роботу з даною категорією:
- Притулки для дітей
- Центри соціально-психологічної реабілітації
- Центр реабілітації для арко та нарко залежних
- Соціальний гуртожиток
- Денний центр або дроп-ін-центр
- Ком'юніті-центр
- мобільний консультативний пункт
- Центр «Клініка дружня для молоді»
- Центр соціальної служби сім'ї, дітей та молоді (ЦСССДМ, далі ЦСССДМ)

### Юні матері
Основні проблеми даної групи клієнтів:
- Фізіологічна неготовність до виношування дитини призводить до ускладнення під час вагітності і це призводить до того, що народжуються хворі малюки
- Психологічна та емоційна незрілість;
- Відсутність позитивної моделі батьківської поведінки
- Вимушена ізоляція від середовища ровесників
- проблеми з навчанням, працевлаштуванням;
- Страхи призводять до приховування вагітності перед родичами, друзями тощо, а це в свою чергу призводить до ігнорування клієнтом візиту до гінеколога
- Конфлікти з сім'єю призводять до втечі з сім'ї, це призводить до участі клієнта в асоціальних угрупуваннях

або до бродяжництва, залучення до комерційного секс-бізнесу.
Основні завдання соціально-педагогічної роботи з даною групою клієнтів:
- Сприяння попередження відмови від дитини та переривання вагітності шляхом складання соціального супроводу
- Оцінка потреб матері та надання безоплатних соціальних послуг
- розробка заходів на усунення ризиків
- соціально-педагогічна робота з сім'єю юної мами
- сприяння створенню належних психолого-педагогічних і житлово-побутових

умов для забезпечення нормальної життєдіяльності матері і дитини
- сприяння здобуттю освіти, фаху, навичок самостійного життя з дитиною поза межами центрів, притулків.

Організації, що здійснюють соціально-педагогічну роботу з даною категорією:
- Центр матері та дитини
- ЦСССДМ
- Консультаційний пункт центру соціальних служб для молоді в пологових стаціонарах, будинках дитини

### Алкозалежні та наркозалежні
Основні проблеми даної групи клієнтів:
- ігнорування власних проблем
- конфлікти із законом, правоохоронними органами, правопорушення
- конфлікти у відносинах із сім'єю, родичами, близькими
- недовіра до людей, самостигматизація
- проблеми з матеріальним забезпеченням, брак коштів на нормальне життя
- низький рівень здоров'я, ризик інфікування ВІЛ, та на ІПСШ
- порушення уваги, пам'яті, емоційно-вольової сфери
- виникнення психозів, «ломки» тощо.
- утримання від алкогольних або наркотичних речовин на стадії ремісії
- відсутність підготовки до самостійного життя, поява рецидиву.

Основні завдання соціально-педагогічної роботи з даною групою клієнтів:
- Надання комплексу медичних, педагогічних, соціальних послуг спрямованих на відновлення порушених функцій організму, психіки
- Формування мотивації на повне припинення вживання та на зміну поведінки
- Формування та закріплення алгоритму поведінки спрямованої на самостійне вирішення проблем та відмови від пропозицій вживання від будь-якого оточення
- реінтеграція у суспільство після лікування, зменшення ймовірності рецидиву
- подальше працевлаштування.

Організації, що здійснюють соціально-педагогічну роботу з даною категорією:
- Центри реабілітації для алконаркозалежних
- Релігійні центри
- Терапевтичні спільноти АА та АН
- Пункти обміну шприців
- Центри або відділення детоксикації
- Амбулаторні центри
- ЦСССДМ

### Дорослі без визначеного місця проживання
Основні проблеми даної групи клієнтів:
- насильство, жорстоке поводження
- харчування, особиста гігієна
- конкуренція серед безпритульних за «місце»
- постійний пошук місця для ночівлі
- здоров'я: педикульоз, ризик зараження туберкульозом, ІПСШ, ВІЛ
- алкогольна або наркотична залежність
- пошук засобів до існування та заробітку
- ізоляція та само стигматизація
- відсутність тривалих перспектив у майбутньому
- недовіра до людей і суспільства в цілому

Основні завдання соціально-педагогічної роботи з даною групою клієнтів:
- Виявлення та облік бездомних осіб;
- поновлення та отримання документів, що посвідчують особу;
- надання комплексу соціальних послуг;
- Надання низькопорогових форм соціальних послуг (роздача гарячої їжі, гігієнічних наборів (мило, зубна паста і щітка, гігієнічні прокладки, гребінці), необхідний сезонний одяг, білизна тощо);
- Надання невідкладної допомоги бездомним особам, які опинились у кризовій ситуації, силами патрульної бригади або із залученням відповідних служб міста;
- Інформування бездомних осіб про можливість отримання послуг;
- Сприяння формуванню позитивної громадської думки про бездомних осіб з метою уникнення стигматизації та дискримінації щодо цих осіб;
- Розроблення плану заходів, спрямованого на профілактику бездомності та надання допомоги бездомним в їх реінтеграції;
- Здійснення профілактичних заходів щодо запобігання поширенню соціально небезпечних захворювань;
- Інформаційно-роз'яснювальна робота з бездомними

особами щодо можливості отримання ними допомоги;
- Розповсюдження рекламно-пропагандистської продукції з адресами закладів, установ, організацій, пунктів тощо, де бездомні особи зможуть отримати послуги.

Організації, що здійснюють соціально-педагогічну роботу з даною категорією:
- Центр обліку бездомних громадян
- Будинок нічного перебування
- Соціальний готель
- ЦСССДМ
- Будинок соціального піклування
- Центр соціальної адаптації престарілих, інвалідів та осіб, що не мають постійного місця проживання

### Молодь, яка вийшла з місць позбавлення волі
Основні проблеми даної групи клієнтів:
- Відсутність житла, майна
- проблеми з працевлаштування, отриманням освіти
- брак міцних соціальних зв'язків
- відсутність навичок самостійного життя та вирішення проблем
- проблеми у спілкуванні, самопрезентації, адекватному світосприйнятті
- відсутність перспектив у майбутньому
- зневіра в себе і оточуючих
- недовіра до соціальних установ тощо.

Основні завдання соціально-педагогічної роботи з даною групою клієнтів:
- Створення умов для ресоціалізації неповнолітніх, які відбули покарання і повернулись з місць позбавлення волі;
- відновлення якостей у клієнта, необхідних для нормальної життєдіяльності в суспільстві, засвоєння відповідних цінностей і соціальних ролей, набуття потрібних навичок;
- допомога неповнолітнім оволодіти основами законодавства України з питань забезпечення їхніх прав, виконання громадянський обов'язків з урахуванням інтересів і потреб звільнених, надати знання щодо механізмів застосування чинного законодавства;
- сприяти діяльності державних органів і громадських організацій щодо реалізації їхніх функцій стосовно практичного вирішення соціальних проблем даної категорії;
- Переконати звільнених з місць позбавлення волі, у необхідності активних дій щодо ресоціалізації та адаптації до нових умов життя, довести їх ефективність, показати шляхи і механізми цієї діяльності;
- Визначити основні соціальні проблеми, що виникають у неповнолітніх після повернення з місці позбавлення волі;
- Здійснювати соціально-психологічне консультування з проблем міжособистісних стосунків серед неповнолітніх звільнених з місць позбавлення волі;
- робота з батьками та найближчими родичами даної категорії неповнолітніх щодо сприянню вирішення соціально-психологічних проблем, які очікують клієнтів після звільнення з місць позбавлення волі.

Організації, що здійснюють соціально-педагогічну роботу з даною категорією:
- ЦСССДМ
- Загальноосвітні школи
- Професійні училища соціальної реабілітації
- Центри зайнятості
- Київська молодіжна біржа праці
- Центр адаптації осіб, що повернулися з місць позбавлення волі

### Діти, які перебувають на довготривалому лікуванні та невиліковно хворі діти
Основні проблеми даної групи клієнтів:
- постійний біль
- бажання смерті
- агресія, дратівливість
- конфлікти у відносинах з сім'єю
- постійні заборони, обмеження у різноманітному харчуванні
- ізольованість, відсутність різноманітного дозвілля
- проблеми у навчанні
- виникнення затримки психічного розвитку, педагогічної занедбаності

Основні завдання соціально-педагогічної роботи з даною групою клієнтів:
- Полегшувати біль та нейтралізувати інші фізичні симптоми, які турбують пацієнта;
- Формування у пацієнта і у його близьких сприйнятного уявлення про смерть, як природне явище
- Створення системи підтримки пацієнтів у збереженні їх активного стану до смерті;
- Створення системи психосоціальної допомоги хворого та його сім'ї;
- благодійницька допомога для придбання розвиваючих іграшок, книжок, а також олівців, фарб тощо.
- проведення благодійних концертів, вистав та ін. заходів
- соціальна (соціально-побутова), медична (медсестринська та лікарська), психологічна, духовна підтримка.

Організації, що здійснюють соціально-педагогічну роботу з даною категорією:
- Хоспіс при ОХМАДИТі,
- Хоспіси та відділення паліативної допомоги м. Києва
- Асоціація паліативної та хоспісної допомоги
- Українська православна церква

## Ресурси соціально-педагогічної роботи і їх використання
В теорії і практиці соціально-педагогічної діяльності на сьогодні не існує однозначного визначення її ресурсів. Алісон Д. Мердак вважає, що до ресурсів можна віднести все, що сприймається клієнтом як необхідність для його існування.
А.Лауфер ділить ресурси, які знаходяться у розпорядженні соціальних служб на людські, програмні і стратегічні. Ю.Фоа пропонує 6 основних ресурсів в соціальній роботі: гроші, любов, інформацію, статус, послуги і товари.
Д.Томас вважає, що ресурси можна розділити на матеріальні послуги (виробництво, магазини, школи, сервісні центри); засоби і форми організаційної і духовної підтримки (соціальні служби, громадські організації, церква); засоби міжособової підтримки і власна активність (самодопомога, взаємодопомога, підтримка членів сім'ї, друзів, колег).
Ресурси — це будь-які джерела та передумови отримання необхідних людям матеріальних і духовних благ, які можна реалізувати при існуючих технологіях та соціально-економічних відносинах (О. Безпалько).
Ресурсне забезпечення соціально-педагогічної роботи охоплює: інформаційне, інструментальне, нормативне, методичне, організаційне, фінансове забезпечення.
- Інформаційне забезпечення визначається як сукупність інформації на друкованих та аудіо-відео матеріалах, Інтернет-джерела. Ця інформація може бути як зовнішня, що сприяє підвищенню ефективності надання соціальних послуг користувачам, так і внутрішня з усіх питань.
- Інструментальне забезпечення здійснюється за допомогою таких методів: адміністративні (звільнення, посадові переміщення тощо); економічні (підвищення заробітку, позбавлення премії тощо); психологічні (психотехніка та ін.).
- Нормативно-методичне забезпечення розглядається як сукупність зовнішніх і внутрішніх регламентів, а також інших документів (трудове законодавство, посадові інструкції, положення про оплату праці, внутрішні методичні рекомендації для керівників центрів тощо).
- Організаційне забезпечення включає сукупність вимог і умов, що визначають організаційні аспекти функціонування персонального менеджменту (формалізовані вимоги до конкретних посад, критерії відбору персоналу, ресурсне забезпечення робочих місць тощо).
- Фінансове забезпечення розглядається як сукупність витрат на формування, функціонування, розвиток соціально-педагогічної роботи в цілому і конкретних її елементів (витрати на підвищення кваліфікації персоналу тощо).

### Види ресурсів
Внутрішні ресурси:
- 1. особливості психічних пізнавальних процесів
- 2. емоційно-вольові процеси і психічні стани
- 3. особові характеристики (особливості характеру, темпераменту, потреби, інтереси, цінності, мотиви)
- 4. показники освітнього рівня
- 5. професійні і соціальні уміння та навички

Зовнішні ресурси:
- 6. Матеріальні. Серед матеріальних можна виділити фінансові і не фінансові, офіційні і неофіційні. До фінансових ресурсів можна віднести всі види грошових надходжень. Неофіційні фінансові — грошова допомога друзів, колег, яка передається безпосередньо в руки. Не фінансові матеріальні — приміщення, устаткування, книги, речі, ліки і ін.

- 7. Людські. Соціальні педагоги/соціальні працівники — Психологи — Реабілітологи — Волонтери — Інші фахівці соціальних інститутів

- 8. Інформаційні: Спеціальна література: Буклети, листівки, брошури, прес-релізи: Рекламна продукція (плакати, стенди) — Інформація в ЗМІ: Інформаційна мережа Інтернет — Усна інформація від волонтерів, фахівців
- 9. Інституційні: Соціальні інститути виховання (загальноосвітні школи, школи-інтернати, вищі навчальні заклади, позашкільні установи): Державні органи соціальної роботи з населенням (територіальні центри, соціальні служби, притулки, реабілітаційні центри): Громадські організації (добродійні фонди, суспільні об'єднання, товариства)
- 10. Технологічні — це сукупність форм, методів і прийомів, вживаних соціальними службами, окремими установами, соціальними педагогами і волонтерами з метою досягнення успіху соціально-педагогічної роботи і забезпечення завдань соціального захисту населення. Це діагностична техніка, психотерапевтичні методики, індивідуальне консультування, тренінги і ін. Окремим ресурсом виділяють сім'ю, оскільки вона одночасно є і внутрішнім ресурсом і зовнішнім. До внутрішніх ресурсів соціально-педагогічної роботи належать: — особливості психічних пізнавальних процесів особистості (сприймання, уваги, пам'яті, мислення, мови, уяви); — прояви емоційно-вольових процесів та психічних станів; — особистісні характеристики (особливості характеру, темпераменту, потреби, інтереси, цінності, мотиви); — показники освітнього рівня людини; — професійні та соціальні уміння й навички, якими вона володіє. До основних видів зовнішніх ресурсів належать: матеріальні; людські; інформаційні; соціальні; технологічні.

## Застосування у Європі
На практиці соціально-педагогічна діяльність успішно використовується в житлових дитячих будинках та освітніх установах, таких як дитячі садки в Данії та Німеччини, і все частіше знаходять сприйнятливу аудиторію у Великій Британії.
Більшість курсів соціальної педагогіки в Європі знаходяться на одному рівні та тривають від трьох до чотирьох років. У Данії, такий курс навчання триває три з половиною роки. Включає в себе: загальну практику — 15 місяців, вивчення творчого мистецтва, соціального забезпечення, психології, соціальної антропології, дитячого розвитку та напрямку багатопрофільної роботи. Таких курсів ще не існує у Великій Британії.
Соціальна педагогіка базується на представленні того, як правильно створювати і підтримувати відносини у соціумі. Типова модель навчання призначена для вирішення проблеми відносин.
Це включає в себе:
- Соціальних педагогів, їх особистий приклад;
- Приватних інтересів, які залишаються конфіденційними;
- Особистісне самовизначення, яким можна поділитися з молоддю;
- Професійне самовизначення, який включає в себе інформацію про роботу, яку вони передають.

Перші соціальні проекти педагогіки фінансуються Міністерством у справах дітей, шкіл і сімей (DCSF) Англії. Це фінансування триває 16 місяців у будинках, у якому перебувають 30 дітей з території Лондону, графства Гемпшир, Борнму, Дадлі, Блекберн і Дарвін, графства Стаффордшир, графства Чешир, Ліверпулі і Ланкаши.
Приватний і добровільний сектор постачальників : Ingleside, Lioncare, та багато інших, що беруть участь.
Над розвитком цього проекту в даний час працюють Томас Корам дослідницької одиниці (TCRU), Інститут освіти Лондонського університету. Оцінки цього проекту почалися в листопаді 2009 року, на даний момент завершується групами в університетах Бристоля і Йорку.
Програма навчання і підтримки соціальних педагогів, у якій зараз перебувають 34 майбутніх фахівців.
У 2010 році команда підтримки буде розвиватися у напрямку конференцій та семінарів для практиків у роботі з дітьми, перенесення соціально-педагогічної діяльності за межі житлових будинків догляду за дітьми, підвищення їх навичок у теорії та практиці їх кваліфікації.